# Francisco Molina (Fußballspieler)
Francisco Molina Simón (* 29. März 1930 in Súria; † 14. November 2018 in Antofagasta), auch unter seinem Spitznamen Paco bekannt, war ein chilenischer Fußballspieler und -trainer. Der Mittelfeldspieler wurde zweimal chilenischer Meister und absolvierte sieben Länderspiele für Chile, in denen er sieben Tore erzielte.

## Karriere

### Verein
Im Alter von neun Jahren kam Francisco Molina mit seinen Eltern und den Geschwistern Diego, José und Luisa mit der Winnipeg im Hafen von Valparaíso an, um dem spanischen Bürgerkrieg zu entfliehen. Fußballerisch begann Paco beim Deportivo Roberto Parra aus Valparaíso und wechselte von dort in die Jugend der Santiago Wanderers. 1948 gelang ihm der Sprung in den Profikader. 1951 wechselte der Mittelfeldspieler zu CD Universidad Católica, bei dem er den Durchbruch schaffte. Nach seinen guten Leistungen bei der Südamerikameisterschaft spielte er sich ins Rampenlicht europäischer Vereine. Letztlich zog es den in Spanien geborenen Molina zu Atlético Madrid. In 58 Ligaspielen erzielte er 21 Tore und war damit einer der ersten erfolgreichen Chilenen in Europas Topligen.
1957 kehrte Paco Molina nach Chile zurück, wo er für Audax Italiano auflief. Mit den Italicos gewann er die Meisterschaft 1957. Nach drei Jahren wechselte Molina zu Unión Española, wo er eine Saison blieb und dann zu Universidad Católica zurückkehrte. Mit UC gewann er die Meisterschaft 1961. Seine Karriere beendete Molina als Spielertrainer bei Coquimbo Unido im Jahr 1964. Insgesamt schoss er in 231 offiziellen Spielen 112 Tore.

### Nationalmannschaft
Francisco Molina nahm 1942 die Staatsbürgerschaft Chiles an und war so für sein neues Heimatland spielberechtigt. In der Nationalmannschaft Chiles debütierte er unter Trainer Luis Tirado beim Campeonato Sudamericano 1953 bei der 0:3-Auftaktniederlage gegen Paraguay. In der zweiten Partie gewann La Roja mit 3:2 gegen Uruguay, bei der Molina alle drei Treffer für sein Land erzielte. Auch beim 2:2-Unentschieden gegen Peru und bei der 2:3-Niederlage gegen Brasilien war Molina jeweils doppelt erfolgreich. Mit sieben Turniertreffern wurde Molina Torschützenkönig der Südamerikameisterschaft. Chile wurde Turniervierter, lag allerdings nur einen Punkt hinter dem neuen Südamerikameister Brasilien. Nach sechseinhalb Jahren ohne Länderspiel bestritt Molina im September 1959 bei der Copa O’Higgins gegen Brasilien seine letzte Partie im Nationaltrikot, als er für Leonel Sánchez eingewechselt wurde. Insgesamt kommt Molina auf sieben offizielle Länderspieleinsätze für Chile, in denen er sieben Tore erzielte.

## Trainer
1963 wurde Molina Spielertrainer bei Coquimbo Unido und konnte den Klub in der Primera División halten. 1965 warb ihn der direkte Rivale Deportes La Serena ab. 1966 wechselte Molina zu Unión Española, mit dem er 1967 mit dem vierten Platz die beste Platzierung des Klubs in den 1960er Jahren schaffte. Dadurch verpflichtete ihn Colo-Colo, allerdings konnte er die Erwartungen nicht erfüllen und wurde bereits nach dem zweiten Spiel der Saison 1969 entlassen. Es folgte noch eine Station bei Antofagasta Portuario, das er bis 1972 trainierte. 1980 folgte Molina dem Angebot vom CD O’Higgins, das sich für die Copa Libertadores 1980 qualifiziert hatte, jedoch durch die Abgänge von Trainer Luis Santibáñez sowie Leistungsträgern wie Eduardo Bonvallet oder René Valenzuela im Umbruch befand. Molina führte das Team bis ins Halbfinale der Copa Libertadores, wo der Klub aus Rancagua allerdings gegen Nacional Montevideo und Club Olimpia chancenlos war. In der Liga gelang ihm der Einzug in die Liguilla für die Qualifikation zur Copa Libertadores, letztlich gelang die Qualifikation aber nicht. 1981 unterschrieb Molina bei Everton, wo er allerdings nicht die anvisierten Resultate lieferte und nach dem 17. Spiel entlassen wurde. Danach beendete Molina seine Trainertätigkeit.

## Erfolge
Audax Italiano
- Chilenischer Meister: 1957

Universidad Católica
- Chilenischer Meister: 1961

## Auszeichnungen
- Torschützenkönig der Copa América: 1953